# San Ramon, Kalifornien
San Ramon (spanska: San Ramón) är en stad i Contra Costa County, Kalifornien, USA. Staden ligger inom San Francisco Bay Area och är granne med städerna Danville och Dublin.
I San Ramon ligger energibolaget Chevrons huvudkontor. Ishockeyspelaren Auston Matthews föddes i staden.